# Vivilo
Vivilo († 20./21. Februar 746/747) war der erste Bischof von Passau (um 731/737 bis 746/747). Aus seinem Namen lässt sich schließen, dass er vermutlich Angelsachse war. Seine Bischofsweihe erhielt Vivilo um 731/737 in Rom durch Papst Gregor III. persönlich. Vivilo war bereits geweihter Bischof, als Bonifatius 739 nach Bayern kam, um dort die Kirchen neu zu ordnen. Er blieb im Amt, während in allen anderen Bistümern neue Bischöfe eingesetzt wurden. Aus seiner Amtszeit ist eine Schenkung für das neue Kloster Fulda überliefert. Unter ihm wurde der Leichnam des heiligen Valentinus vermutlich mit Hilfe von Tassilo III. von Trient nach Passau transloziert. Aufgrund mangelnder Quellen ist über Vivilo darüber hinaus nur recht wenig bekannt. Urkunden und Briefe aus dem 10. Jahrhundert behaupteten, Vivilo sei vor seiner Passauer Zeit Bischof von Lauriacum gewesen und habe dann seinen Sitz nach Passau verlegt (Lorcher Fälschungen). Damit sollten Ansprüche des Bistums Passau auf ein Vorrecht gegenüber dem Erzbistum Salzburg für die Kirchenorganisation im Osten begründet werden.

## Regesten
- Egon Boshof (Hrsg.): Die Regesten der Bischöfe von Passau 731–1206. München 1992, Band 1, S. 1–3.